# Michel Peyret
Pour les articles homonymes, voir Peyret.
Michel Peyret, né le 30 juin 1938 à Bègles (Gironde), est un homme politique français.

## Biographie
Instituteur, il est membre de l'Union de la jeunesse communiste de France puis du Parti communiste français à partir de 1953.
En 1971, il est élu conseiller municipal de Bègles sous le mandat de Simone Rossignol (PCF) puis de Mérignac en 1977, avec le socialiste Michel Sainte-Marie pour premier édile, et enfin de Bordeaux en 1983.
Il se présente aux élections cantonales de 1985 dans le canton de Bordeaux-6 mais il arrive seulement en troisième position. L'année suivante, il conduit la liste communiste aux élections législatives de 1986 et est élu député de la Gironde. À l'Assemblée nationale, il intègre la commission de la défense.
En 1988, il est candidat à un nouveau mandat dans la troisième circonscription, au nom du « Rassemblement des forces de gauche », et fait face notamment à la socialiste Catherine Lalumière et au CDS Alain Cazabonne mais il ne parvient pas à se qualifier pour le second tour.
De 1993 à 2003, il est collaborateur du groupe communiste au conseil régional d'Aquitaine.

## Détail des fonctions et des mandats
Mandat parlementaire
- 16 mars 1986 - 14 mai 1988 : député de la Gironde

Mandats locaux
- 1971 - 1977 : conseiller municipal de Bègles
- 1977 - 1983 : conseiller municipal de Mérignac
- 1983 - 1989 : conseiller municipal de Bordeaux